# Kostel svaté Kateřiny (Mutěnice)
Kostel svaté Kateřiny  je římskokatolický chrám v Mutěnicích v okrese Hodonín. Jde o farní kostel římskokatolické farnosti Mutěnice. Je chráněn jako kulturní památka České republiky.
První písemná zmínka o Mutěnicích pochází z roku 1348. V tuto dobu zřejmě existovala v obci komenda (klášter/tvrz) řádu johanitů, která měla v čele představeného – komtura. Během husitských válek Mutěnice velmi trpěly probíhajícími boji. Za třicetileté války zde zanikla farnost i škola a kostel byl zcela zpustošen. V následujících desetiletích (do roku 1718) byly Mutěnice spravovány z Kyjova a Hodonína.
Zakládací listina duchovní správy v Mutěnicích je datována 5. dubna 1718, kdy zde vznikla Capellania localis, původně pouze expozitura. V březnu 1785 byla v Mutěnicích zřízena samostatná duchovní správa, tzv. Curatia localis (místní duchovní správce již nebyl závislý na hodonínském faráři). V roce 1769 dala císařovna Marie Terezie jako patronka hodonínského panství svým nákladem v Mutěnicích postavit na místě původního zchátralého kostela nový farní chrám. Stavba byla dokončena roku 1775. 
Současná podoba kostela pochází ovšem převážně až z padesátých let dvacátého století, kdy kostel prošel mnoha stavebními úpravami. např. byla rozšířena kruchta, přistavěna sakristie, vybudovány přístavby s oratořemi, zbourána kaple Božího hrobu, zvýšena kostelní věž. Hlavní oltář zdobí obrazy sv. Kateřiny a Nejsvětější Trojice.